# Xiomara Castro
Iris Xiomara Castro de Zelaya, nascida Iris Xiomara Castro Sarmiento (Tegucigalpa, 30 de setembro de 1959) é uma política hondurenha. Filiada ao Partido Liberdade e Refundação, é a presidente de Honduras desde 22 de janeiro de 2022. Anteriormente, foi candidata às eleições presidenciais de 2013 e 2017, representando o Partido Liberal de Honduras, de esquerda. Esposa do ex-presidente Manuel Zelaya, Castro foi uma líder do movimento de resistência à remoção do seu marido da Presidência - fato ocorrido em cumprimento ao artigo 239 da Constituição Hondurenha vigente na ocasião, que determinava que "todo aquele que pretender concorrer à reeleição será completamente afastado da posição que ocupe, no momento, dentro do governo".

## Juventude
Segunda de cinco filhos, ela frequentou a escola primária e secundária em Tegucigalpa no Instituto San Jose del Carmen e no Instituto Maria Auxiliadora, respectivamente, e se formou em Administração de Empresas.
Em janeiro de 1976, Xiomara casou-se com Manuel Zelaya. Imediatamente após o casamento, eles se mudaram para Catacamas, Olancho.
Participou ativamente na “Associação de Cônjuges dos Sócios do Rotary Club de Catacamas” e também nas atividades desenvolvidas no grupo para o atendimento às crianças carentes do departamento de Olancho. Participou da criação do "Centro de Cuidado Diurno para Niños en Catacamas", com o objetivo de atender famílias monoparentais lideradas por mulheres inclusive por meio da criação de projetos de limpeza básica, semeadura de hortaliças e floricultura, como importantes projetos de desenvolvimento de empregos.

## Carreira política
Em Catacamas, Castro organizou o braço feminino do Partido Liberal de Honduras e fez uma forte campanha a favor de seu marido nas eleições internas de fevereiro de 2005, ocasião em que esteve a cargo da coordenação subpolítica de Catacamas.
Como primeira-dama de Honduras, Castro era responsável pelos programas de desenvolvimento social e ela trabalhou com as Nações Unidas em coalizão com outras primeiras-damas para tratar dos problemas enfrentados pelas mulheres com HIV.
Após a remoção de seu marido da Presidência , Castro liderou o movimento de resistência ao que considerou ser "um golpe de estado"  contra o seu marido, juntando-se repetidamente a milhares de hondurenhos nas ruas que pediam o retorno de Zelaya. Este movimento ficou conhecido como Frente Nacional de Resistência Popular (FNRP) e formou a base do partido político Libre. Castro juntou-se ao marido na embaixada brasileira, onde ele se refugiou depois de retornar a Honduras antes de chegar a uma negociação com o regime de fato.

### Campanha presidencial em 2013
Em 1º de julho de 2012, Castro lançou oficialmente sua campanha presidencial em um evento no departamento de Santa Bárbara. Ela então ganhou as primárias de seu partido em 18 de novembro de 2012, e em 16 de junho de 2013, Castro foi oficialmente escolhido para representar Libre nas eleições presidenciais de 2013. Castro expressou oposição ao neoliberalismo e à militarização da sociedade, e ela fez campanha por uma assembleia constituinte para escrever uma nova constituição.
Antes da eleição, Castro liderava as pesquisas entre os oito candidatos durante os meses de março a outubro. No entanto, na votação final antes da eleição, Castro caiu para o segundo lugar, atrás do Presidente do Congresso Nacional, Juan Orlando Hernández, do Partido Nacional de Honduras. Castro e Hernández foram amplamente vistos como os dois principais candidatos a entrar nas eleições. Castro ficou em segundo lugar atrás de Hernández com 896.498 votos (28,78%) contra 1.149.302 (36,89%) de Hernández. Embora não tenha conquistado a presidência, ela foi amplamente vista como provocadora de uma ruptura no sistema bipartite de Honduras, pois o apoio ao seu partido Libre eclipsou o do Partido Liberal, com Libre conquistando a segunda maior cadeira no Congresso.

### Campanha presidencial em 2017
Para a eleição presidencial de 2017, Castro buscou novamente ser a candidata do Libre. Ela facilmente venceu a primária, mas quando Libre formou uma aliança com o Partido da Inovação e Unidade, ela concordou em se afastar e deixar Salvador Nasralla liderar a chapa presidencial da aliança.

### Campanha presidencial em 2021
Castro foi escolhida como a candidato presidencial de 2021 pelo Libre. As pesquisas mostraram uma disputa acirrada entre Castro e seu oponente de direita Nasry Asfura, do governista Partido Nacional. No entanto, Castro foi eleita por larga margem; Asfura reconheceu sua derrota. Tornou-se, assim, a primeira mulher a ser eleita para a presidência do país. Igualmente, sua eleição consolidou o término de doze anos do Partido Nacional no comando de Honduras.

### Exercício do poder
Xiomara Castro herdou um aparelho estatal profundamente corrupto, levando-a a optar por extraditar seu predecessor Juan Orlando Hernández para os Estados Unidos por suas ligações com o tráfico de drogas, em vez de entregá-lo ao sistema de justiça hondurenho. Seu governo pediu ajuda às Nações Unidas para a criação de uma comissão internacional de combate à corrupção.
As reformas constitucionais e as leis que permitiram a criação de zonas de livre comércio autônomas (Zedes) são revogadas; no entanto, as Zedes já em funcionamento são protegidas por garantias de continuidade de suas atividades por 50 anos. As despesas sociais são aumentadas.
Ela é confrontada com a forte vulnerabilidade de Honduras à pressão norte-americana para manter Honduras dentro dos regimes regionais de livre comércio e a presença dos militares norte-americanos em seu território. Além disso, a Suprema Corte, cujos membros foram nomeados pelos governos anteriores, está obstruindo alguns de seus planos de reforma, tais como a anistia dos condenados por razões políticas após o golpe de 2009.
Em fevereiro de 2022, ela suspendeu o despejo de famílias indígenas em disputa com um homem de negócios sobre a propriedade de um grande pedaço de terra ao sul da capital.
Em março de 2022, ela proibiu a mineração a céu aberto, declarando-a prejudicial ao meio ambiente e à população. O Escritório do Alto Comissariado das Nações Unidas para os Direitos Humanos acolheu a decisão como sendo "coerente com o princípio da justiça climática e da proteção dos recursos naturais, da saúde pública e do acesso à água como um direito humano". A indústria de mineração, entretanto, desafiou a medida.
Em 25 de novembro de 2022, foi declarado estado de emergência para lidar com o crime. Honduras, junto com a Guatemala e El Salvador, pertence ao "triângulo da morte" na América Central, uma região assolada pela violência, pobreza e corrupção.